# Championnat des Bermudes de football 1973-1974
Navigation
Saison précédente Saison 1976-1977
La saison 1973-1974 du Championnat des Bermudes de football est la onzième édition de la Premier Division, le championnat de première division aux Bermudes. Les dix formations de l'élite sont réunies au sein d'une poule unique où elles s'affrontent deux fois au cours de la saison. À l'issue du championnat, les deux derniers du classement final sont relégués et remplacées par les deux meilleures équipes de deuxième division.
C'est le North Village Community Club qui remporte cette saison après avoir terminé en tête du classement final, avec deux points d'avance sur les Devonshire Colts. Il s’agit du tout premier titre de champion des Bermudes de l'histoire du club.

## Les clubs participants
- Young Men's Social Club
- Somerset Cricket Club Trojans
- Southampton Rangers - Promu de Second Division
- St George's Colts
- PHC Zebras
- Wellington Rovers - Promu de Second Division
- North Village Community Club
- Devonshire Colts
- Hotels International FC
- Devonshire Cougars

## Compétition
Le barème de points servant à établir le classement se décompose ainsi :
- Victoire : 2 points
- Match nul : 1 point
- Défaite : 0 point

### Classement
| Rang | Équipe                        | Pts | J  | G  | N | P  | Bp | Bc | Diff |
| ---- | ----------------------------- | --- | -- | -- | - | -- | -- | -- | ---- |
| 1    | North Village Community Club  | 25  | 17 | 11 | 4 | 2  | 34 | 14 | +20  |
| 2    | Devonshire Colts'T'C          | 23  | 17 | 9  | 5 | 3  | 32 | 18 | +14  |
| 3    | Young Men's Social Club       | 22  | 18 | 11 | 2 | 5  | 38 | 28 | +10  |
| 4    | Somerset Cricket Club Trojans | 21  | 18 | 7  | 7 | 4  | 30 | 21 | +9   |
| 5    | Southampton RangersP          | 21  | 18 | 9  | 3 | 6  | 26 | 20 | +6   |
| 6    | Hotels International FC       | 21  | 18 | 8  | 5 | 5  | 37 | 36 | +1   |
| 7    | PHC Zebras                    | 18  | 18 | 7  | 4 | 7  | 41 | 29 | +12  |
| 8    | Devonshire Cougars            | 15  | 18 | 6  | 3 | 9  | 25 | 31 | -6   |
| 9    | Wellington RoversP            | 6   | 18 | 1  | 4 | 13 | 18 | 47 | -29  |
| 10   | St George's Colts             | 4   | 18 | 0  | 4 | 14 | 12 | 29 | -17  |

|  | Champion des Bermudes 1973-1974                                                         |
|  | Relégation en Second Division                                                           |
|  | T : Tenant du titre C : Vainqueur de la Coupe des Bermudes P : Promu de Second Division |

## Bilan de la saison
| Championnat des Bermudes de football 1973-1974 |                                          |
| Champion                                       | North Village Community Club (1er titre) |
| Coupes et trophées                             |                                          |
| Vainqueur de la Coupe des Bermudes 1973-1974   | Devonshire Colts                         |
| Qualifications continentales                   |                                          |
| Coupe des champions de la CONCACAF 1975        | Aucun                                    |
| Promotions et relégations                      |                                          |
| Promus en Premier Division                     | Warwick FC                               |
| Promus en Premier Division                     | BAA Wanderers                            |
| Relégués en Second Division                    | Wellington Rovers                        |
| Relégués en Second Division                    | St George's Colts                        |